# Eight Miles High
«Eight Miles High» — песня американской рок-группы Byrds. Написана была участниками группы Джином Кларком, Дэвидом Кросби и Джимом Макгуинном (также известным как Роджер Макгуинн). Вышла отдельным синглом 14 марта 1966 года. Потом вошла в появившийся на прилавках 18 июля того же года третий студийный альбом группы Byrds Fifth Dimension.
Музыкальное влияние на песню оказали Рави Шанкар и Джон Колтрейн. «Eight Miles High» вместе с песней «Why», написанной Макгуинном и Кросби и вышедшей на стороне «Б» того же сингла, считается важной вехой в становлении музыкальных стилей психоделический рок, рага-рок и психоделический поп. Музыкальные критики часто называют «Eight Miles High» первой настоящей песней в жанре психоделического рока и классикой контркультуры 1960-годов.
Вскоре после выхода песни она подверглась запрету на радио в США. Случилось это после того, как профессиональный журнал для вещателей Gavin Report увидел в её тексте дополнительный смысл, а именно про употребление наркотиков.
Песня достигла 14 места в США (в Billboard Hot 100) и 24 места в Великобритании (в сингловом чарте UK Singles Chart).
Песня «Eight Miles High» стала третьей и последней песней группы Byrds, достигшей первой двадцатки в США, а также их последним релизом перед уходом из группы Джина Кларка, бывшего на тот момент основным автором песен группы.

## Премии и признание
В 2004 году журнал Rolling Stone поместил песню «Eight Miles High» в оригинальном исполнении группы Byrds на 150-е место своего списка «500 величайших песен всех времён». В списке 2011 года песня находится на 151-м месте.
Кроме того, в 2014 году британский музыкальный журнал New Musical Express поместил песню «Eight Miles High» в исполнении Byrds на 348-е место уже своего списка «500 величайших песен всех времён».
Также «Eight Miles High» вместе с ещё двумя песнями в исполнении группы Byrds — «Hickory Wind» и «Mr. Tambourine Man» — входит в составленный Залом славы рок-н-ролла список 500 Songs That Shaped Rock and Roll.
В 1999 году оригинальный сингл «Eight Miles High» группы Byrds (вышедший в 1966 году на лейбле Columbia Records) был принят в Зал славы премии «Грэмми».